# Міхновський Юрій Михайлович
Юрій (Георгій) Михайлович Міхновський (18 січня 1866, село Піщане Золотоніського повіту Полтавської губернії, Російська Імперія — 16 жовтня 1937) архієпископ Української автокефальної православної церкви (УАПЦ), архієпископ УПЦ (з 1930). Останній настоятель Софійського собору (1932—1933). Представник роду Міхновських. Арештований НКВС за підозрою в антирадянській діяльності, розстріляний.

## Біографія
Юрій (Георгій) Міхновський народився 1866 року у селі Піщане Золотоніського повіту Полтавської губернії. Батько Юрія — Михайло Г. Міхновський, священик і видатний діяч УАПЦ.
Навчався в духовній школі, згодом — у Полтавській духовній семінарії. У 1889 році вчителював у с. Піщаному. У 1889—1891 роках — дяк у м. Іркліїві, а згодом — у Домантовому, церкві архістратига Михаїла в Нових Санжарах.
1894 року став священиком у Золотоноші (Полтавщина, тепер Черкаська область). Перший Всеукраїнський православний церковний собор у Києві 1921 року обрав його єпископа УАПЦ. Висвячений на єпископа 28 жовтня 1921 року. Був єпископом Золотоніським, потім згодом архієпископом Чернігівським (1921—1922). У 1923—1931 роках без церковної округи як парафіяльний священик служив на Полтавщині. З 1931 року перебував у Києві, де виконував обов'язки настоятеля собору Святої Софії. Організовував допомогу селянам, які потерпали від голодомору 1932—1933 років.
У Києві жив у будинку № 15 на Лютеранській вулиці.
11 липня 1937 року Міхновського заарештували органи НКВС за звинуваченням у створенні «антирадянської фашистської організації українських церковників», а 16 жовтня розстріляли.